# Etiopowie
Etiopowie (gr. Αἰθίοψ Aithiops l.mn. Αἰθιοπῆες Aithiopes 'ludzie o spalonych obliczach' od αἴθω aíthō, 'spalony' i ὤψ ṓps, 'oblicze') – w pojęciu starożytnych Greków lud zamieszkujący na południe od Egiptu, szczególnie ukochany przez bogów i często przez nich odwiedzany.
Ich północnym odpowiednikiem byli Hiperborejczycy.